# アリスタ!
『アリスタ!』は、FMやまとで2015年10月 - 2017年12月31日に放送されたバラエティ番組。

## 概要・変遷
秋葉原を拠点とする地下アイドル仮面女子の候補生がパーソナリティとなって、活動情報、バラエティー企画などをかけていく番組として放送された。あくまで候補生がメインを務めるため、仮面女子の各ユニットへの所属が決定した時点で番組を抜けることとなる（ただし、ユニットメンバーがコーナーに出演することはある）。
初代パーソナリティを務めたのは、当時OZのライオン担当であった猪狩ともかと、ぱー研!の山下ゆあ。その後、両名が仮面女子への昇格が決定したため2017年2月23日放送分で番組卒業となった。
代わって2017年3月2日放送分からは、OZみつばち（→ライオン）担当であった涼邑芹、ぱー研!の陽向こはる、さらにOZグリンダ担当雛咲美鈴の3名が新たにパーソナリティとなって第2期がスタート。また、サポーターとして鳥越ゆいなも加わる。のちに雛咲が抜けることとなり、メインは涼邑と陽向の2名となる。
2017年11月25日の仮面女子☆超組閣により、涼邑と陽向がスチームガールズへ昇格が決定。番組としても2017年12月28日でレギュラー放送を終了、31日の特別番組をもって完全終了することとなった。
なお、番組名物ディレクター・スズタクの名付け親は猪狩である。

### 大晦日特別番組
FMやまとの年末特別編成の一環として当番組も大晦日には通常の倍の時間に拡大したスペシャル版を放送した。
- 2015年12月31日（木） 16:00 - 18:00 『アリスタ大晦日スペシャル!!』[3]
- 2016年12月31日（土） 18:00 - 20:00 『アリスタ! 大晦日2時間スペシャル』[4]
  - メインパーソナリティ：猪狩ともか／山下ゆあ(山内ゆあ)
  - ゲスト出演：窪田美沙／月野もあ／百瀬ひとみ／楠木まゆ／北村真姫
- 2017年12月31日（日） 18:00 - 20:00 『アリスタ最終回スペシャル』[5]
  - これまでの涼邑・陽向・鳥越に初代MCの猪狩を加わえた4人の放送[6]
- 2022年12月31日（土）23:00 - 翌1:00『大晦日アリスタ!復活特番』
  - 2020年末まで放送された『スリジエStyle』の大晦日特番の流れを実質引き継ぐ形で放送される。スチームガールズがメインパーソナリティとなる。